# Azienda Nazionale Autonoma delle Strade

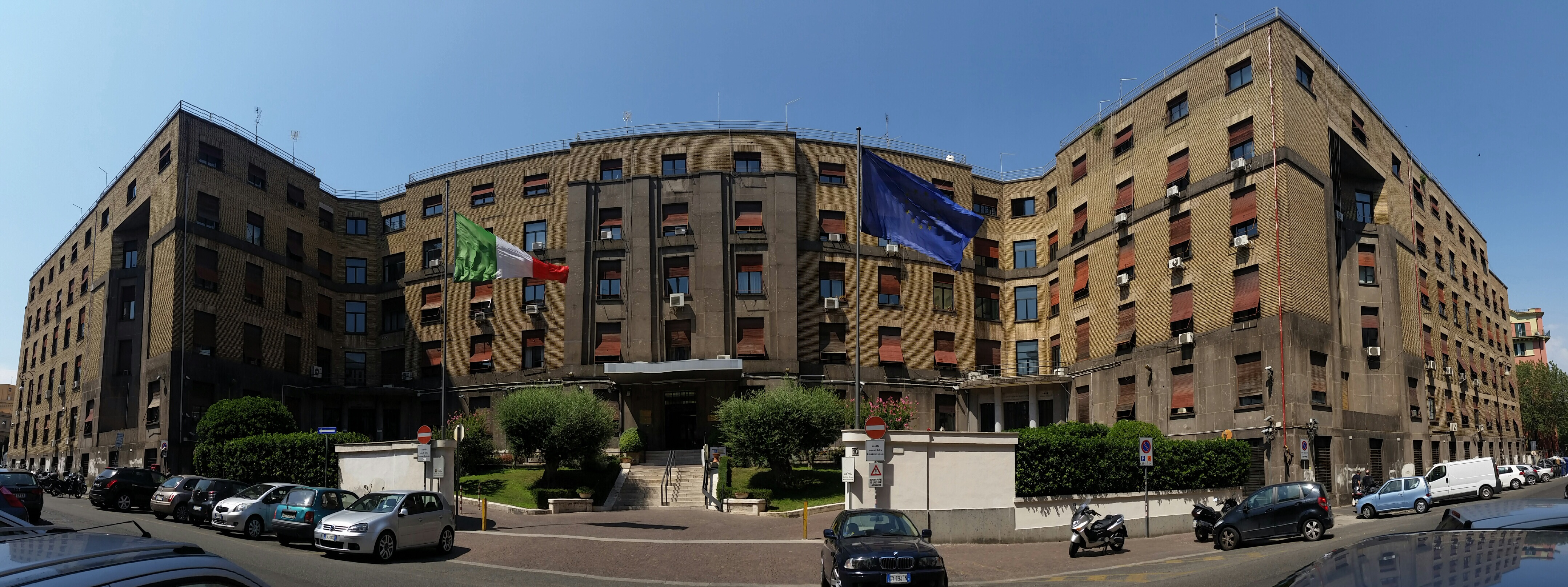
Unternehmenssitz der ANAS in Rom

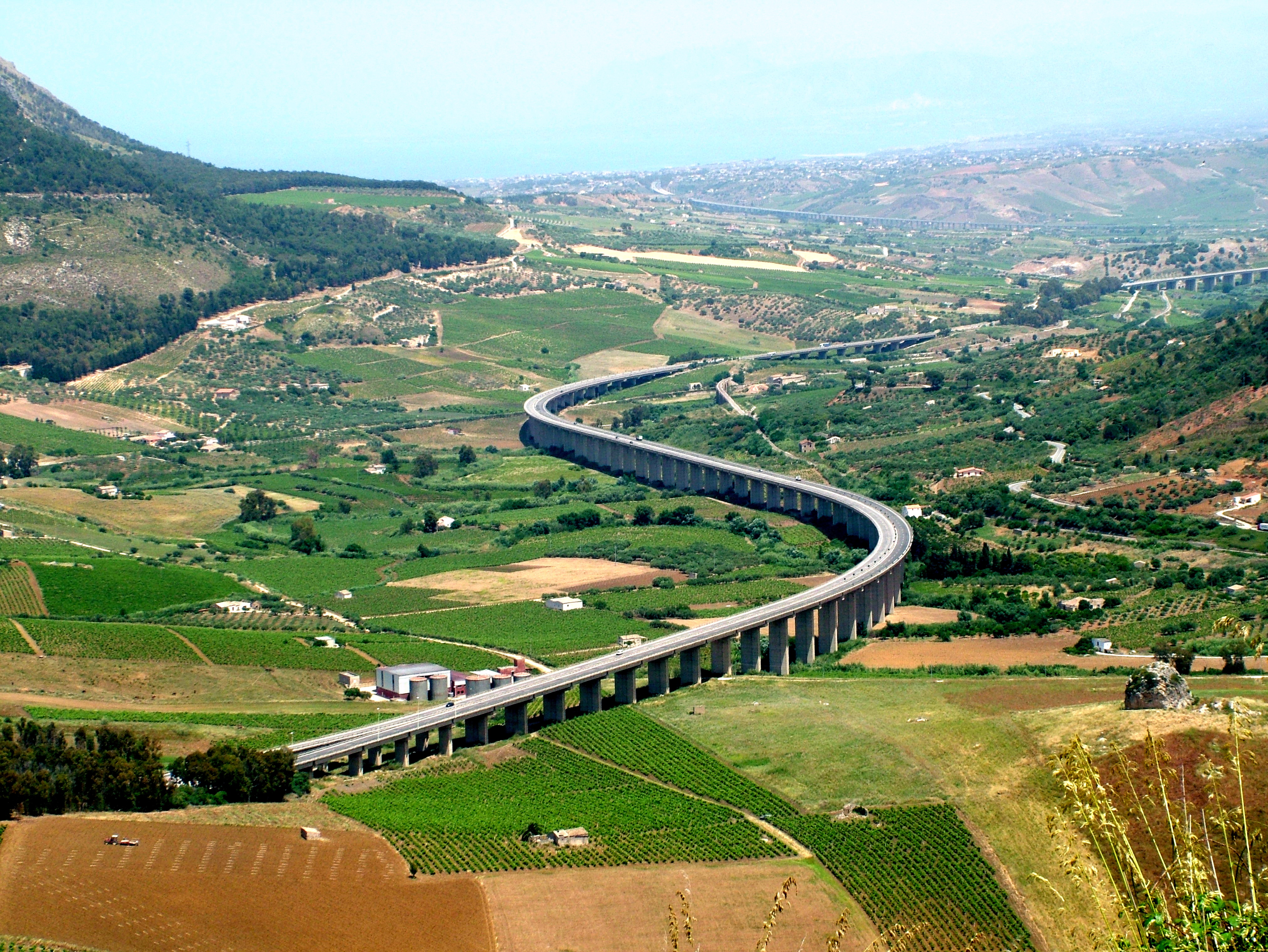
Autostrada A29dir auf Sizilien

Die Azienda Nazionale Autonoma delle Strade S.p.A. (ANAS) (italienisch Nationale Autonome Gesellschaft für Straßen S.p.A.) ist eine italienische Infrastrukturgesellschaft mit Hauptsitz in Rom.
Die Aktiengesellschaft mit dem Auftrag, das Netz von Straßen und Autobahnen, die von staatlichem Interesse sind, aufrechtzuerhalten, befindet sich im Besitz der staatlichen italienischen Eisenbahngesellschaft Ferrovie dello Stato Italiane. Als Aufsichtsbehörde fungiert das Ministerium für Infrastruktur und Verkehr. Das Kapital der Gesellschaft beträgt etwa 2,2 Milliarden Euro. Sie hat 6584 Angestellte.

## Geschichte
Die Gesellschaft wurde am 27. Juni 1946 als Nachfolgerin der 1928 gegründeten Azienda Autonoma Statale della Strada (AASS) gegründet und hat deren Straßennetz übernommen.
Seit dem 1. Januar 2003 wurde die ANAS in der Rechtsform einer Aktiengesellschaft mit dem italienischen Wirtschafts- und Finanzministerium als einzigem Anteilseigner geführt. Am 18. Januar 2018 übernahm Ferrovie dello Stato sämtliche Anteile. Als Aufsichtsbehörde für die ANAS fungiert das Infrastruktur- und Verkehrsministerium.

## Zuständigkeit
Das Unternehmen unterhält ein Straßen- und Autobahnnetz von ca. 25.420 Kilometern. Davon sind etwa 900 Kilometer Autobahn, die vor allem in Süditalien unterhalten werden und mautfrei sind, und rund 360 Kilometer als Raccordi autostradali bezeichnete Autobahnzubringer.
Insgesamt wird das italienische Autobahnnetz von 24 konzessionierten Betreibergesellschaften errichtet, unterhalten und betrieben, die für insgesamt 5695 Kilometer zuständig sind. Die ANAS ist die staatliche Aufsichtsbehörde, die den kommerziellen Betreibern die Konzessionen erteilt.
Von italienischen Medien und Politikern wurde der ANAS wiederholt zum einen vorgehalten, überteuerte Bauaufträge zu vergeben und zum anderen, mangelhaft zu planen und ihrer Aufgabe der Bauaufsicht bei Straßenbauten und -instandsetzungen nicht nachzukommen. So musste ein am 23. Dezember 2014 auf Sizilien freigegebener Streckenabschnitt bereits eine Woche später gesperrt werden, weil die Fahrbahn gefährlich abgesackt war.